# Motobloc Type P
Der Motobloc Type P ist ein Sportwagen der 1900er Jahre. Hersteller war Motobloc in Bordeaux.

## Beschreibung
Motobloc entwickelte 1907 das Modell, um damit an Autorennen teilzunehmen.
Die Fahrzeuge haben einen Vierzylinder-Reihenmotor. Typisch für Motobloc war die Bauweise mit zwei Gruppen von jeweils zwei Zylindern, zwischen denen sich das Schwungrad befindet. Der Motor hat Wasserkühlung, ist vorn im Fahrgestell eingebaut und treibt über Ketten die Hinterräder an. Für 1907 sind 165 mm Bohrung, 140 mm Hub, 11.974 cm³ Hubraum, 92 PS Leistung und eine Einstufung mit 70 CV angegeben. Das Fahrgestell hat 278 cm Radstand und 130 cm Spurweite. 150 km/h Höchstgeschwindigkeit sollen erreicht worden sein. Bekannt sind offene Zweisitzer im Stil eines Phaeton.
1908 gab es eine überarbeitete Version, da ein geändertes Reglement für das wichtigste Rennen in dem Jahr die Bohrung begrenzte. 155 mm Bohrung und 170 mm Hub ergeben 12.831 cm³ Hubraum und 124 PS Leistung. Der Radstand wurde auf 268 cm gekürzt, während die Spurweite entweder 130 cm oder 132 cm betrug. 160 km/h Höchstgeschwindigkeit waren möglich. Die Fahrzeuge wogen zwischen 1225 und 1264 kg.
1909 endete die Produktion dieses Modells. Der Type R von 1908 war eine straßentauglichere Version.

## Renneinsätze

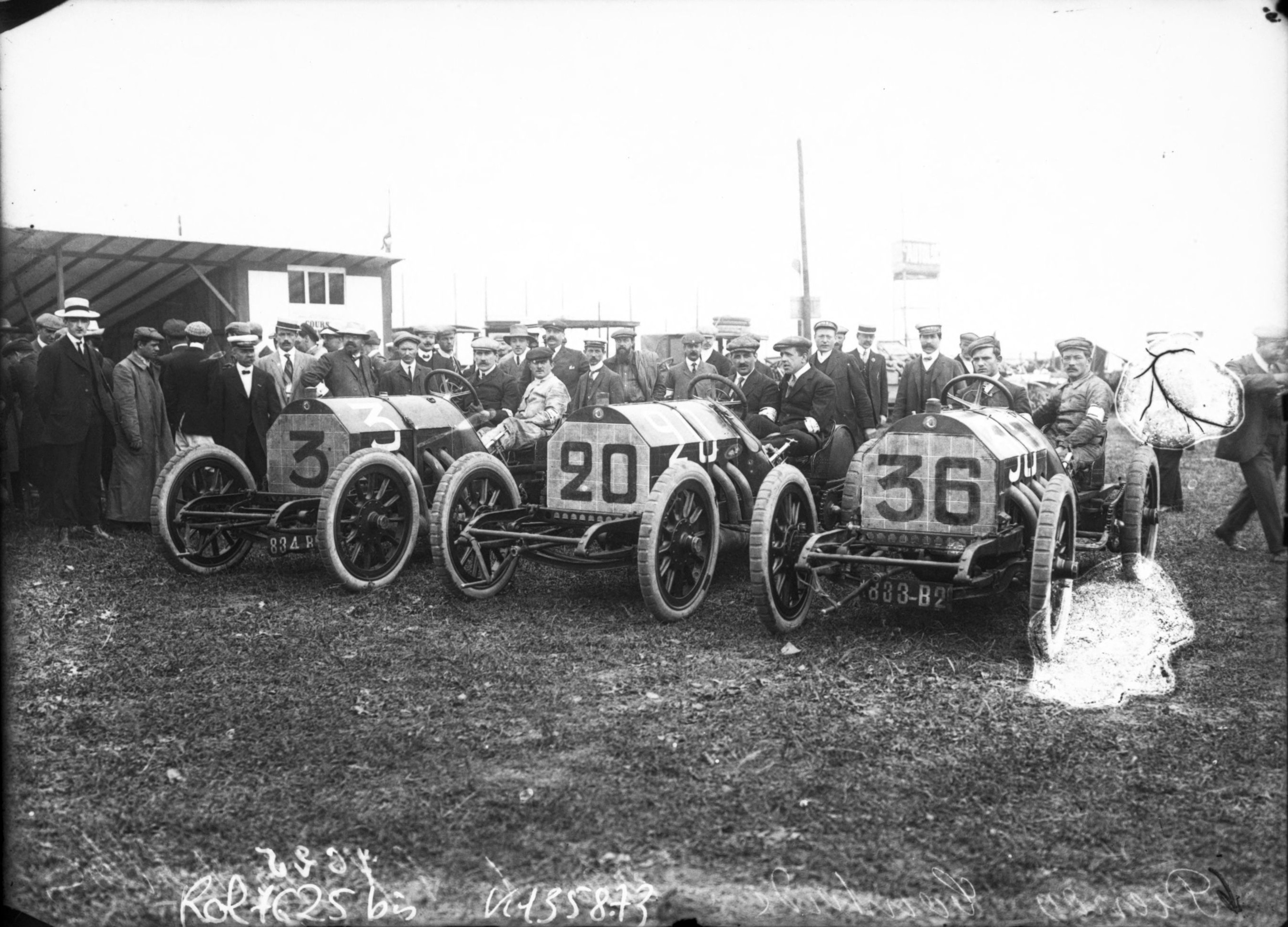
Die drei Fahrzeuge beim Rennen 1908

Der erste Einsatz war am 2. Juli 1907 beim Großen Preis von Frankreich. Louis Pierron (Léon Pierron laut einer anderen Quelle) fuhr das Fahrzeug mit der Startnummer MB 1, Page den MB 2 und Albert Courtade den MB 3. Courtade errang den elften Platz, während die beiden anderen ausfielen.
Am 7. Juli 1908 fand der Große Preis von Frankreich 1908 statt. Pierron hatte die Startnummer 3, Courtade die Nummer 20 und Pierre Garcet die Nummer 36. Pierron fiel aus, Courtade wurde Dreizehnter und Garcet Vierzehnter.
Äußerliche Unterscheidungsmerkmale neben den Startnummern sind die anfangs hellen und später dunklen Motorhauben, die dunklen und später hellen Startnummern auf den Motorhauben sowie die anfangs hellen und später dunklen Kfz-Kennzeichen.